# The Digital Classicist

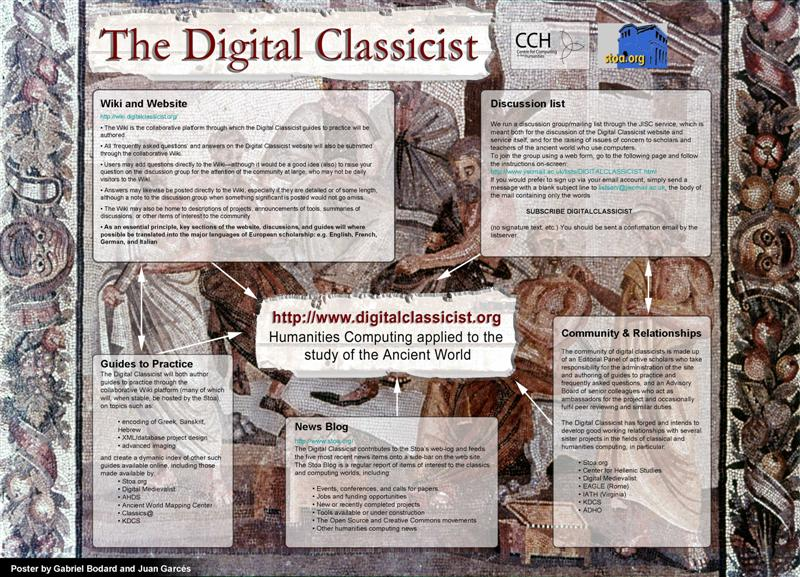
Póster de The Digital Classicist creado en el encuentro Digital Resources for the Humanities del año 2005.

The Digital Classicist, también conocido como Digital Classicist, es una comunidad internacional compuesta de académicos y estudiantes interesados en la aplicación de los métodos digitales y tecnologías innovadoras a la investigación del mundo antiguo. The Digital Classicist fue fundado en 2005 como un proyecto de colaboración del King's College de Londres y la Universidad de Kentucky, con editores y asesores de la comunidad académica en general.
The Digital Classicist no es propiedad de ninguna institución, es una comunidad descentralizada. Su propósito es ofrecer un espacio, basado en la web, para el debate, la colaboración y la comunicación. El proyecto tiene el doble objetivo de fomentar la interconexión de los estudiosos del mundo antiguo con interés en la informática y en el mundo antiguo, y la difusión de sus avances y su experiencia.
El Consejo Asesor está formado por reputados investigadores del mundo clásico y humanistas digitales, como Gabriel Bodard, Stuart Dunn, Juan Garcés, Simon Mahony o Charlotte Tupman.

## Actividades de Digital Classicist

### Blog
Los miembros de Digital Classicist tienen un papel activo en la publicación de noticias en el ya consolidado blog Stoa Consortium, dedicado al mundo antiguo y a las humanidades digitales. Un foco de atención relevante son los recursos basados en el códico Open Source, las licencias Creative Commons, y otros recursos digitales.

### Lista de discusión
La Digital Classicist discussion list o "Lista de discusión del filólogo clásico digital" está gestionada por JISCmail, en el Reino Unido. Es una lista dinámica, crecientemente activa, dedicada a la difusión de información, de comunicaciones, de convocatorias, debates o consultas.

### Wiki
La web principal de Digital Classicist es un portal que contiene enlaces a la wiki de la comunidad y a otros recursos, incluyendo listados de seminarios, pósteres, paneles, conferencias y demás eventos. Los programas de seminarios incluyen resúmenes, diapositivas, pdf, audios y, desde 2013, grabaciones en vídeo.
Una sección en auge es la Categoría:Proyectos. Contiene una creciente lista de proyectos digitales relacionados con el mundo clásico, herramientas de software que creadas por (o puestos a disposición de) los estudiosos, y un FAQ que solicita y proporciona asesoramiento a la comunidad en una amplia gama de temas, desde preguntas sencillas por ejemplo acerca de las fuentes griegas y Unicode o procesadores de texto y problemas de impresión, hasta los campos más novedosos y avanzados de las humanidades digitales. 
Esta Wiki está alojada en los servidores del King's College de Londres.

### Seminarios y publicaciones
Son destacados los seminarios de verano que han tenido lugar todos los años desde 2006 en adelante, en el Institute of Classical Studies de Londres, y los paneles de la Classical Association, Conferencia Anual en Birmingham 2007.

### Herramientas
La wiki de Digital Classicist contiene actualmente un número de 60 herramientas útiles para el estudioso del mundo antiguo.  Contiene tanto las herramientas más tradicionales y conocidas, tales como el Perseus Project o el Packard Humanities Institute como las más recientes, por ejemplo EpiDoc, el Vespa Project o el RDF Vocabularies for Classicists.

### Sitios asociados
Actualmente, los sitios asociados a The Digital Classicist son:
- Digital Classicist Berlin (enlace roto disponible en Internet Archive; véase el historial, la primera versión y la última).
- Stoa Consortium
- Digital Medievalist
- Perseus Project
- Institute for the Study of the Ancient World
- Antiquist
- Pleiades Project
- Centre for the Study of Ancient Documents
- Ancient World Mapping Center
- Center for Hellenic Studies
- EpiDoc Collaborative